# Толстянка многополостная
Крассула многополостная, или Толстянка многожилковая (лат. Crassula multicava) — вид суккулентных растений рода Толстянка (Crassula) семейства Толстянковые (Crassulaceae).

## Название
Родовое латинское название Crassula происходит от латинского слова crassus, — «толстый», в основном из-за присутствия у растений этого рода сочных листьев.
Видовой латинский эпитет multicava происходит от латинских слов multi – «много» и cavum — «полость», и относится к ряду небольших отверстий, которые можно заметить на листьях.

## Описание
Многолетники, имеют полегающие или почти прямостоящие стебли, обычно не превышающие 40 см в длину, с небольшим количеством ветвей и старыми листьями, которые не опадают. Листья имеют черешки длиной от 5 до 20 мм; их пластинка разнообразной формы, от широкоэллиптической до продолговато-обратнояйцевидной, размером от 20 до 50 мм в длину и от 15 до 40 мм в ширину, с тупым или выемчатым концом, часто слегка заостренным у основания. Они обычно зеленого цвета, иногда с желтоватым оттенком.

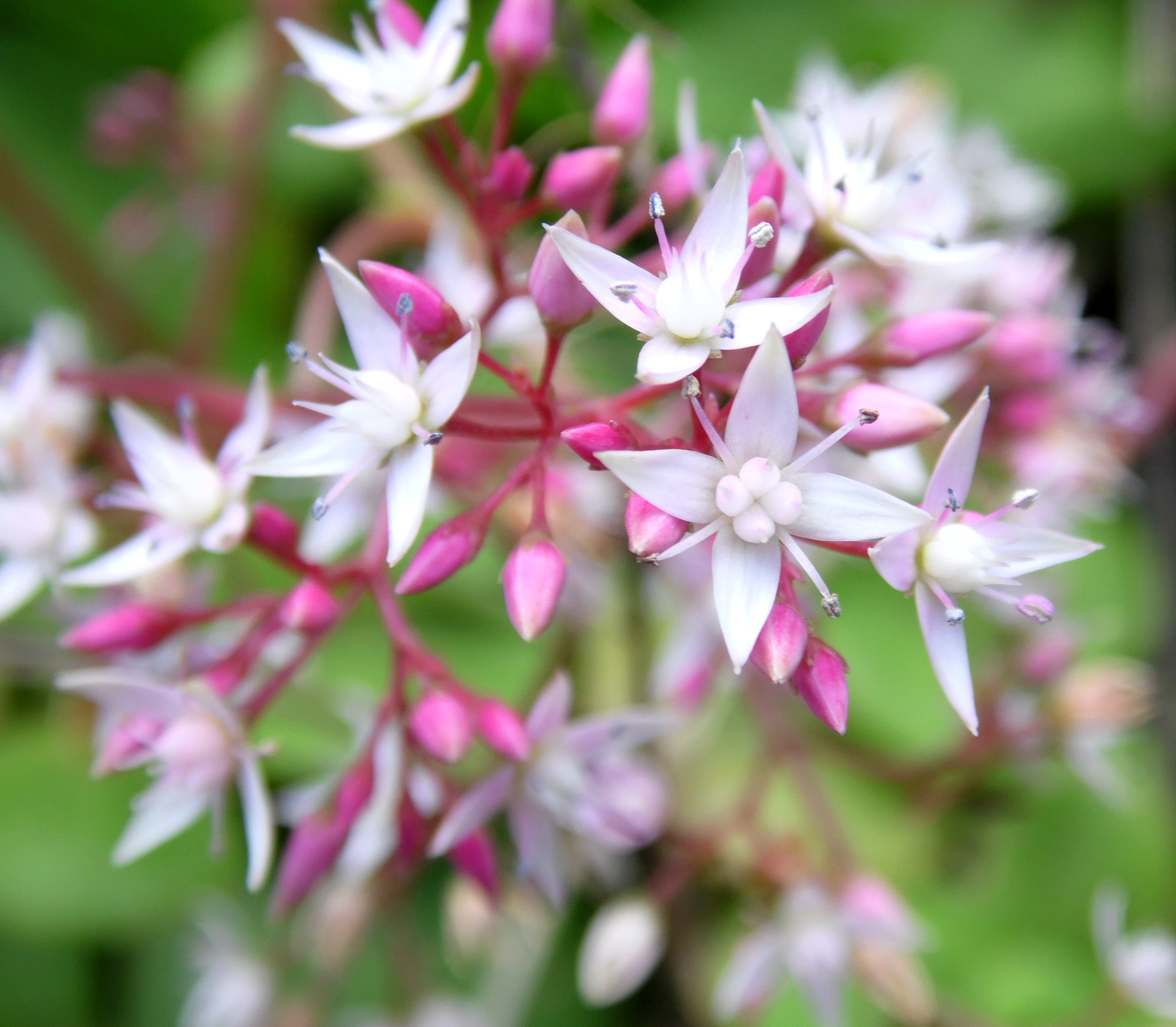
Цветки

Цветки собраны в округлое или продолговатое соцветие, тирс, с несколькими дихазиями и состоят из 4- или 5-членных цветков; цветонос достигает длины от 30 до 80 мм. Чашечка состоит из треугольных долей длиной 1-2 мм, острых и ребристых, голых, зеленых, иногда с красноватым оттенком. Венчик звездчатый, сросшийся у основания примерно на 0,5 мм, обычно кремового или белого цвета, с красным оттенком к вершине. Тычинки имеют фиолетовые пыльники.
Отличительной особенностью Crassula multicava от Crassula streyi и Crassula sarmentosa var. integrifolia является расположение гидатодов вдоль краев листьев и их распределение по обеим поверхностям.

## Распространение и экология

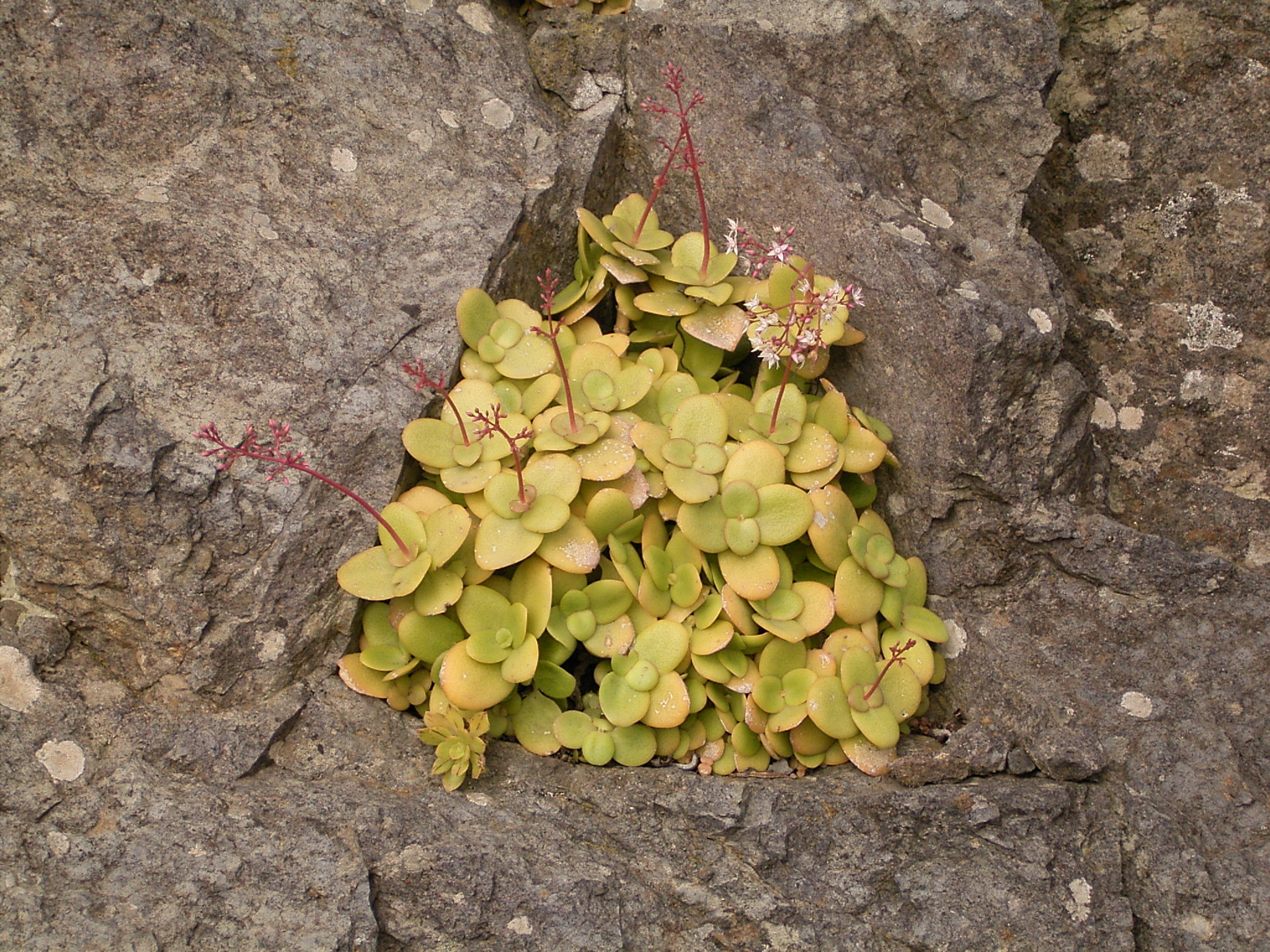
Барловенто, Канарские острова

Растение происходит из Южно-Африканской Республики (Капская провинция, Квазулу-Натал). Вид был интродуцирован в несколько стран, включая Великобританию, Португалию, Испанию, США (штаты Калифорния и Гавайи), а также на север и юг Новой Зеландии, в Тасманию, на Азорские острова, Канарские острова, острова Хуан Фернандес, Мадейру и остров Норфолк.
Крассула многополостная способна быстро заселять местности в дикой природе. Она легко распространяется через семена, укоренение от отломанных листьев материнского растения или цветочные головки, которые позже опадают и образуют новые растения. Этот метод вегетативного размножения привел к проблемам в некоторых частях мира, таких как США и Австралия, где растение стало инвазивным видом.
Цветки привлекают весной пчел, которые являются основными опылителями. Семена очень мелкие и быстро прорастают во влажных тенистых местах, часто на камнях, покрытых тонким слоем почвы.

## Таксономия

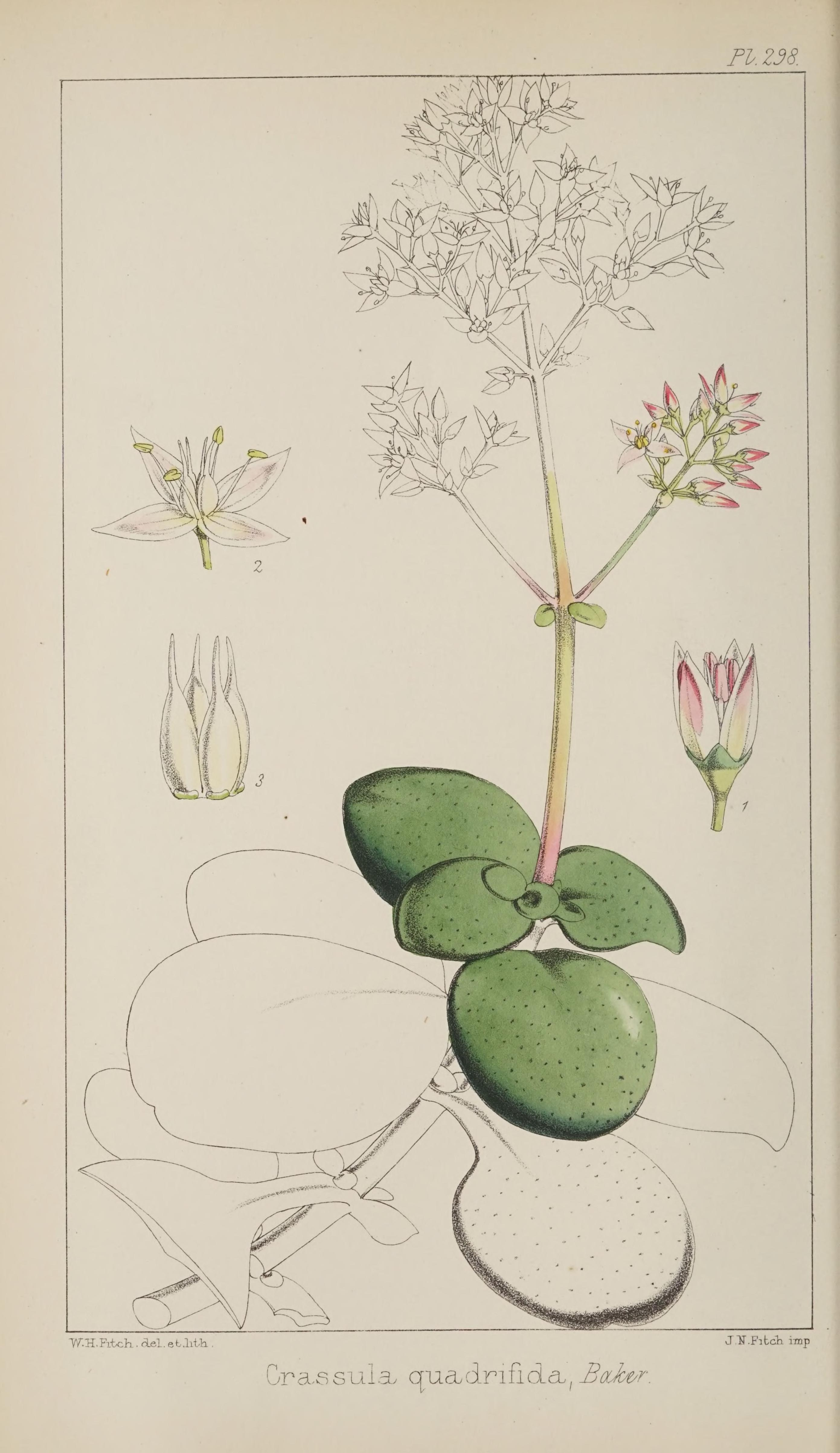
Ботаническая иллюстрация

Crassula multicava Lem., первое упоминание в Ill. Hort. 9(Misc.): 40 (1861).

### Подвиды
Согласно данным с сайта POWO, вид не имеет внутривидовых таксонов. Однако, согласно информации из базы данных WFOPL, существует один подвид — subsp. floribunda (subsp. multicava рассматривается как синоним самого вида). Некоторые другие источники указывают на наличие двух подвидов:
- Crassula multicava subsp. floribunda Friedrich ex Tolken
- Crassula multicava subsp. multicava

### Синонимы
Основной источник WFOPL:
- Septimia multicava (Lem.) P.V.Heath (1993)
- Crassula quadrifida Baker (1873)
- Crassula multicava subsp. multicava
- Crassula quadrifida Baker f.
- Crassula quadrifida Baker